# Alfred von Schlieffen

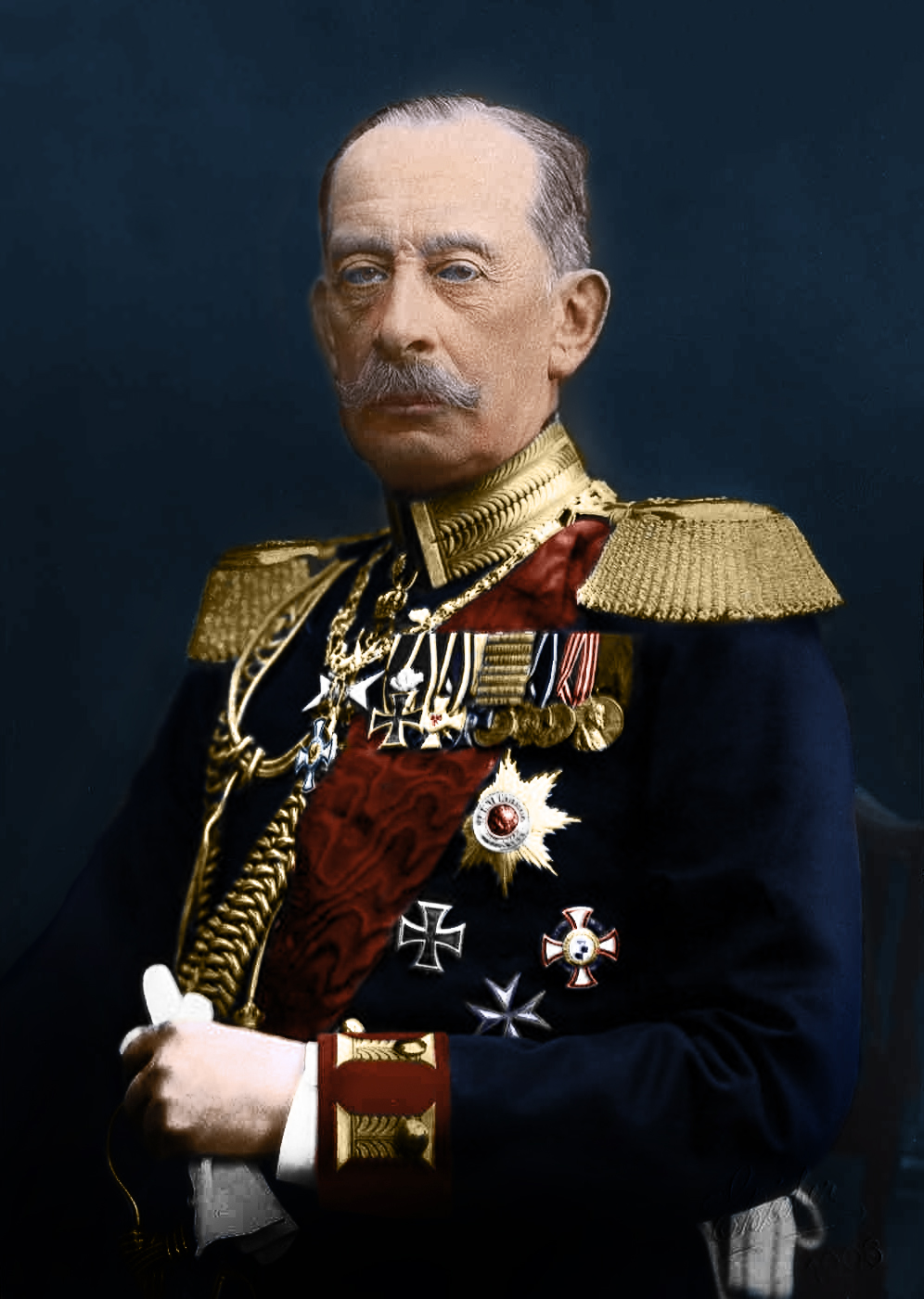
Alfred von Schlieffen

Alfred von Schlieffen, född 28 februari 1833, död 4 januari 1913, var en preussisk/tysk greve och militär, chef för tyska generalstaben 1891-1906.

## Biografi
Alfred von Schlieffen föddes 28 februari 1833 i Berlin, som son till en preussisk generalmajor. Han inträdde i preussiska armén 1854, studerade 1858-1861 på Berlins krigsakademi och var stabsofficer under kriget mellan Österrike och Preussen 1866 och under fransk-tyska kriget 1870-1871.
Schlieffen blev 1884 chef för generalstabens militärhistoriska avdelning, och efterträdde 1891 Alfred von Waldersee som generalstabschef. Den sistnämnda tjänsten innehade Schlieffen till 1906, då han pensionerades. Han erhöll 1911 rang som generalfältmarskalk, som ett hedersutnämnande, och avled 4 januari 1913. Schlieffen är begravd på Invalidkyrkogården i Berlin.

## Schlieffenplanen
Alfred von Schlieffen är för eftervärlden mest känd för den så kallade "Schlieffenplanen", som utarbetades av den tyska generalstaben för att kunna segra i ett tänkt framtida tvåfrontskrig mot både Frankrike och Ryssland. Planen gick i korthet ut på att snabbt besegra Frankrike genom att föra trupperna genom det neutrala Belgien, för att därefter kunna sätta in alla tyska styrkor mot det långsamt mobiliserande Ryssland. Planen kom sedan, efter Schlieffens död, att justeras av efterträdaren Helmuth von Moltke - något som vissa militärhistoriker anser ledde till det tyska nederlaget i det första slaget vid Marne 1914, och förhindrade en snabb tysk seger i första världskriget.

## Eftermäle
Schlieffens krigsvetenskapliga teorier studerades noga efter första världskriget, särskilt inom USA:s armé. Han var där så högt ansedd att man lät översätta hans främsta allmänt krigsteoretiska arbete, "Cannae", till engelska. Schlieffens idéer gav också delvis inspiration till den tyska taktiken under andra världskriget.